# Euchromia minuta
Euchromia minuta là một loài bướm đêm thuộc phân họ Arctiinae, họ Erebidae.